# جاكاريدجا كوني
داكاريدجا كوني (بالفرنسية: Djakaridja Koné)‏ (مواليد 22 يوليو 1986) هو لاعب كرة قدم بوركيني إفواري الميلاد. يلعب حاليًا لصالح نادي إفيان تونون غايلارد في الدوري الفرنسي الدرجة الأولى.

## مسيرته الكروية
لعب جاكاريدجا كوني خلال مسيرته الاحترافية مع 5 أندية في أحد عشر موسمًا وسجل خلالها 9 أهداف ضمن 247 مباراة. حيث فاز في موسم واحد بالكأس ولم يفز بأي دوري.
خاض جاكاريدجا كوني مسيرته مع هبوعيل بتاح تكفا ‏ في موسم 2005–06 في المرة الأولى لمدة موسم واحد ثم في موسم 2008–09 لمدة موسم واحد، مشاركًا طوالها في 29 مباراة سجل خلالها هدفًا واحدًا. ثم انتقل إلى نادي هبوعيل حيفا في موسم 2006–07 ولمدة موسمين، حيث شارك في 62 مباراة سجل خلالها هدفين. لينتقل بعدها إلى نادي دينامو بوخارست في موسم 2009–10 واستمر معه طيلة ثلاثة مواسم، مشاركًا في 75 مباراة سجل خلالها 4 أهداف. ثم انتقل إلى نادي إيفيان في موسم 2012–13 واستمر معه طيلة ثلاثة مواسم، مشاركًا في 63 مباراة سجل خلالها هدفًا واحدًا. هذا وانتقل لاحقًا إلى نادي سيفاسبور في موسم 2015–16 لمدة موسم واحد، مشاركًا في 18 مباراة سجل خلالها هدفًا واحدًا أيضًا.

## الإنجازات

### النادي
- دينامو بوخارست
  - كأس رومانيا (1): 2011–12

## روابط خارجية
- جاكاريدجا كوني على موقع الاتحاد الدولي (مؤرشف)  (الإنجليزية)
- جاكاريدجا كوني على موقع الاتحاد الأوربي (الإنجليزية)
- جاكاريدجا كوني على موقع اتحاد تركيا (لاعب) (الإنجليزية)
- جاكاريدجا كوني على موقع قاعدة بيانات كرة القدم.إي يو (الإنجليزية)
- جاكاريدجا كوني على موقع ناشيونال فوتبول تيمز (الإنجليزية)
- جاكاريدجا كوني على موقع Soccerway.com (الإنجليزية)
- جاكاريدجا كوني على موقع عالم كرة القدم.نت (الإنجليزية)
- جاكاريدجا كوني على موقع AS.com (الإسبانية)